# 蘇撒拿傳
《蘇撒拿傳》（希伯來語：‎，現代發音：Šošana，提比里安發音：Šôšannâ）又譯作《蘇撒納傳》，是天主教和東正教接受的次經，而新教和猶太教則不接受此書卷作正經。此書無法肯定由希伯來文或希臘文寫成。作者據推測為主前第二或第一世紀人物；除此以外其生平一概不得而知。在希臘文舊約《七十士譯本》 中，此書列於《但以理書》之前，在拉丁譯本卻列於《但以理書》之後。 

## 內容
書中講述兩個心術不正的長老，企圖侵犯美麗的蘇撒拿，一位巴比倫籍猶太僑領的妻子。蘇撒拿寧死不屈，兩個長老於是誣告她在果園裡與人通姦。依照律法，兩個人的見證足以構成罪證，蘇撒拿百詞莫辯，被判死刑。此時有一位名叫但以理的青年出現，阻止行刑，並命令將兩個長老隔開，要他們分別說出蘇撒拿在什麼樹下與人通姦。兩個假證人的答案並不一致，他們的陰謀也就此敗露。最後兩個長老被處死，而蘇撒拿則獲釋，恢復了清白。

相關文藝作品
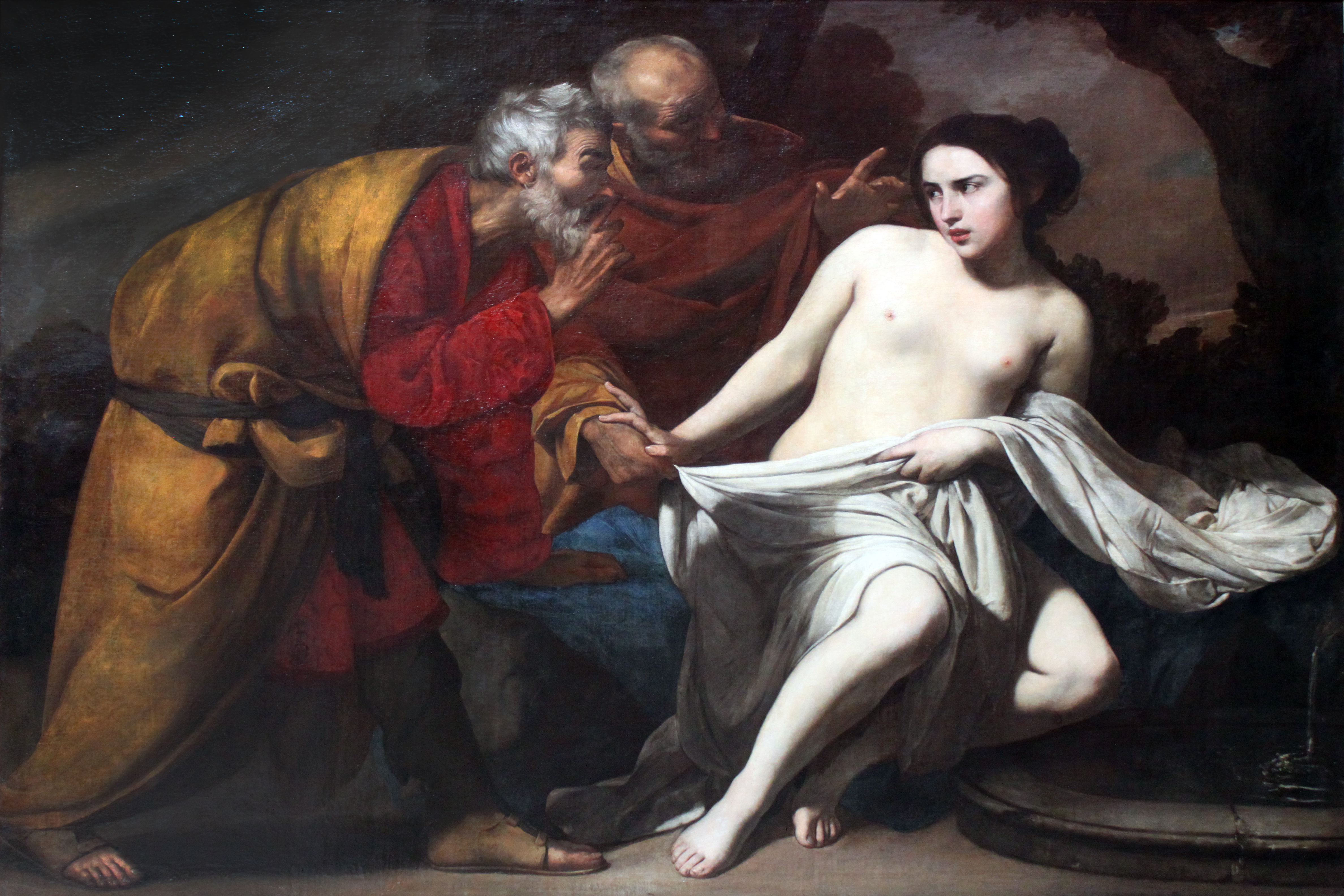
马斯莫·斯坦茨奥内（英语：Massimo Stanzione）所繪的《蘇撒拿和長老》，目前在施泰德艺术馆
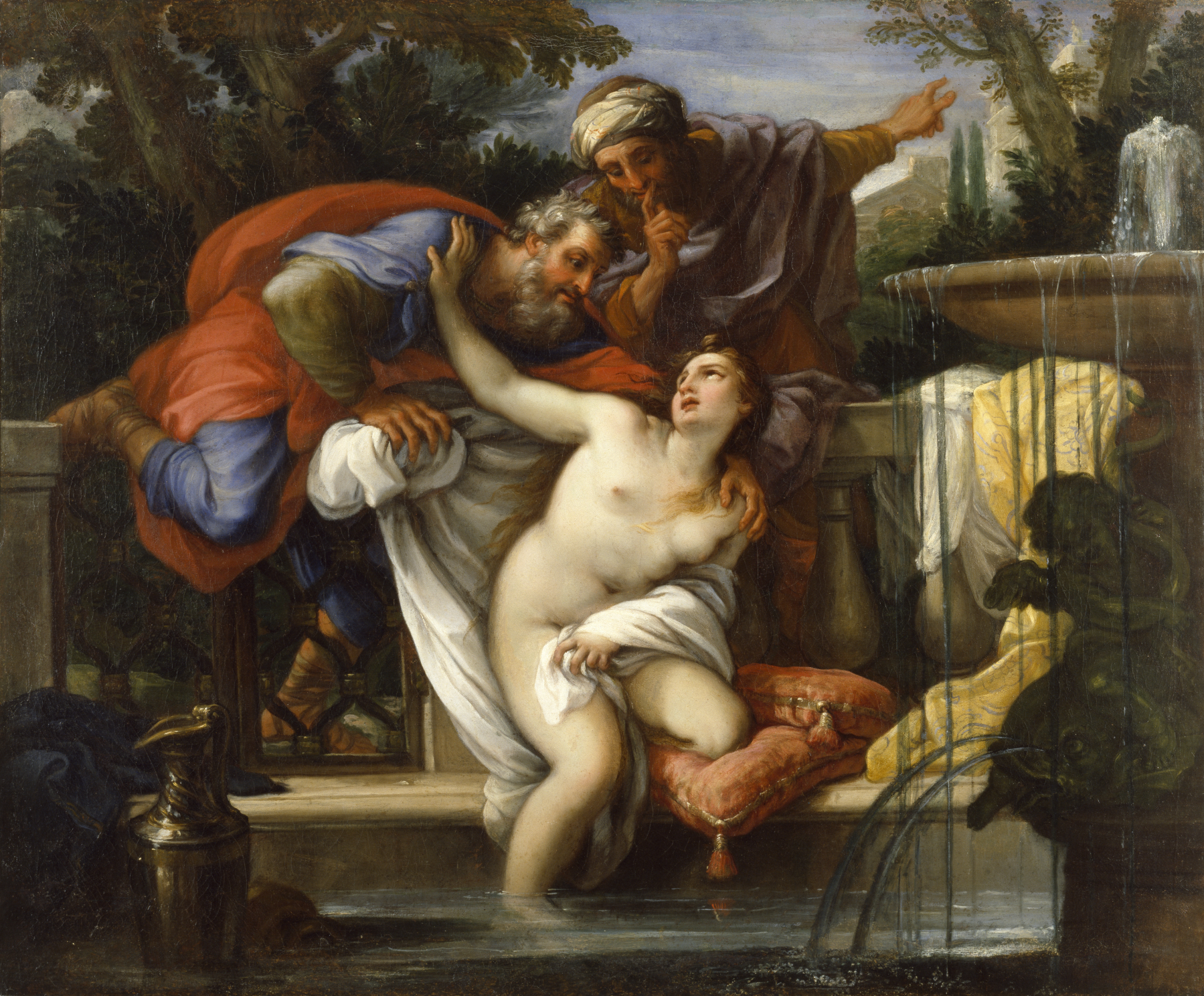
後巴洛克時期朱塞佩·巴尔托洛梅奥·基亚里（英语：Giuseppe Bartolomeo Chiari）所繪的《蘇撒拿和長老》，目前在沃尔特艺术博物馆（英语：The Walters Art Museum）
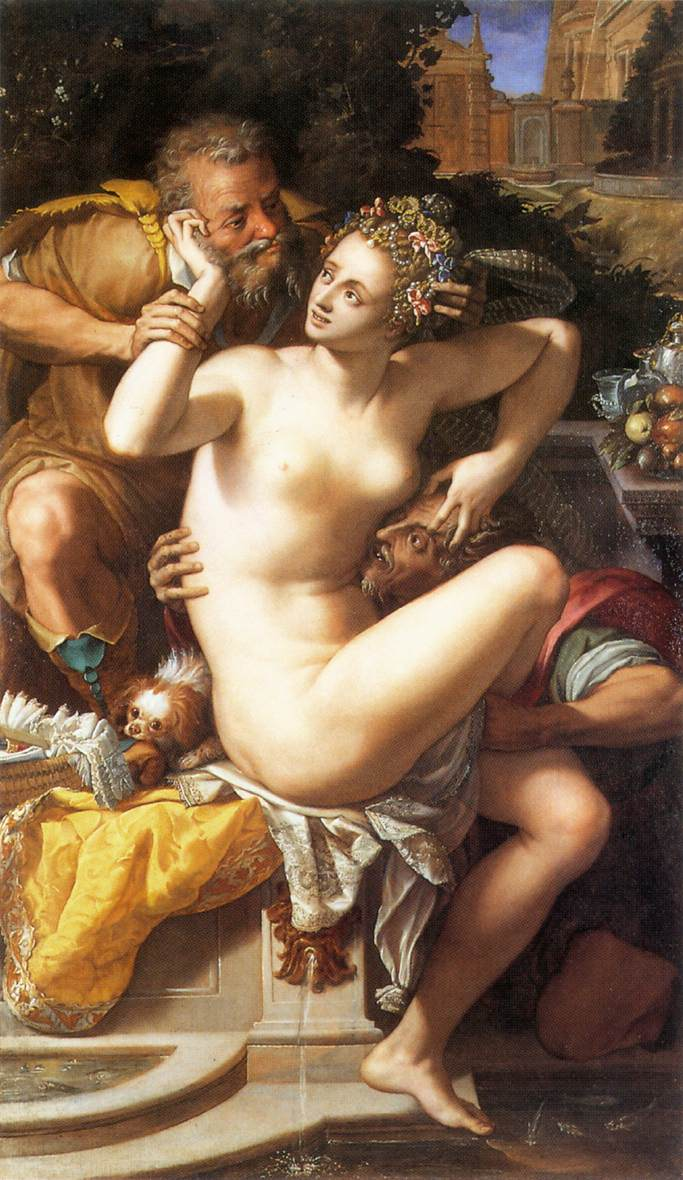
亚历山德罗·亚洛里（英语：Alessandro Allori）所繪的《蘇撒拿和長老》
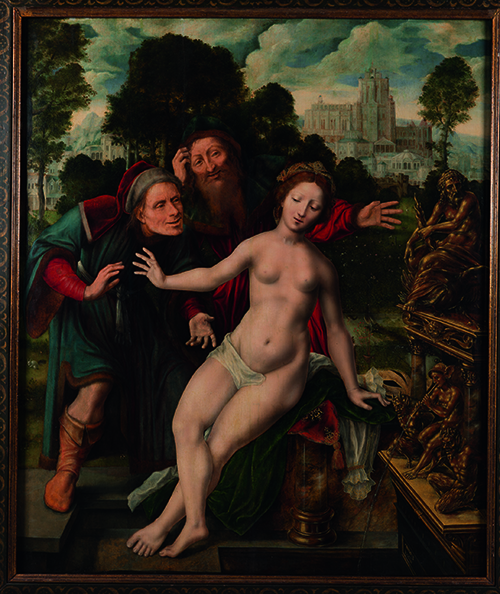
简·马西斯（英语：Jan Matsys）所繪的《蘇撒拿和長老》，目前在菲布斯基金會（英语：The Phoebus Foundation）

## 外部連結
- 维基共享资源上的相關多媒體資源：蘇撒拿傳